# Papilio cyproeofila
Papilio cyproeofila là một loài bướm phượng trong chi Papilio thuộc họ Bướm phượng. Loài này được tìm thấy ở Guinea, Sierra Leone, Liberia, Ivory Coast, Ghana, Togo và Nigeria.. Ấu trùng ăn loài piper.

## Phân loài
- Papilio cyproeofila cyproeofila (Guinea, Sierra Leone, Liberia, Ivory Coast, Ghana, Togo, western Nigeria)
- Papilio cyproeofila praecyola Suffert, 1904 (eastern Nigeria, Cameroon, Central African Republic)[2]